# Du lịch Mông Cổ

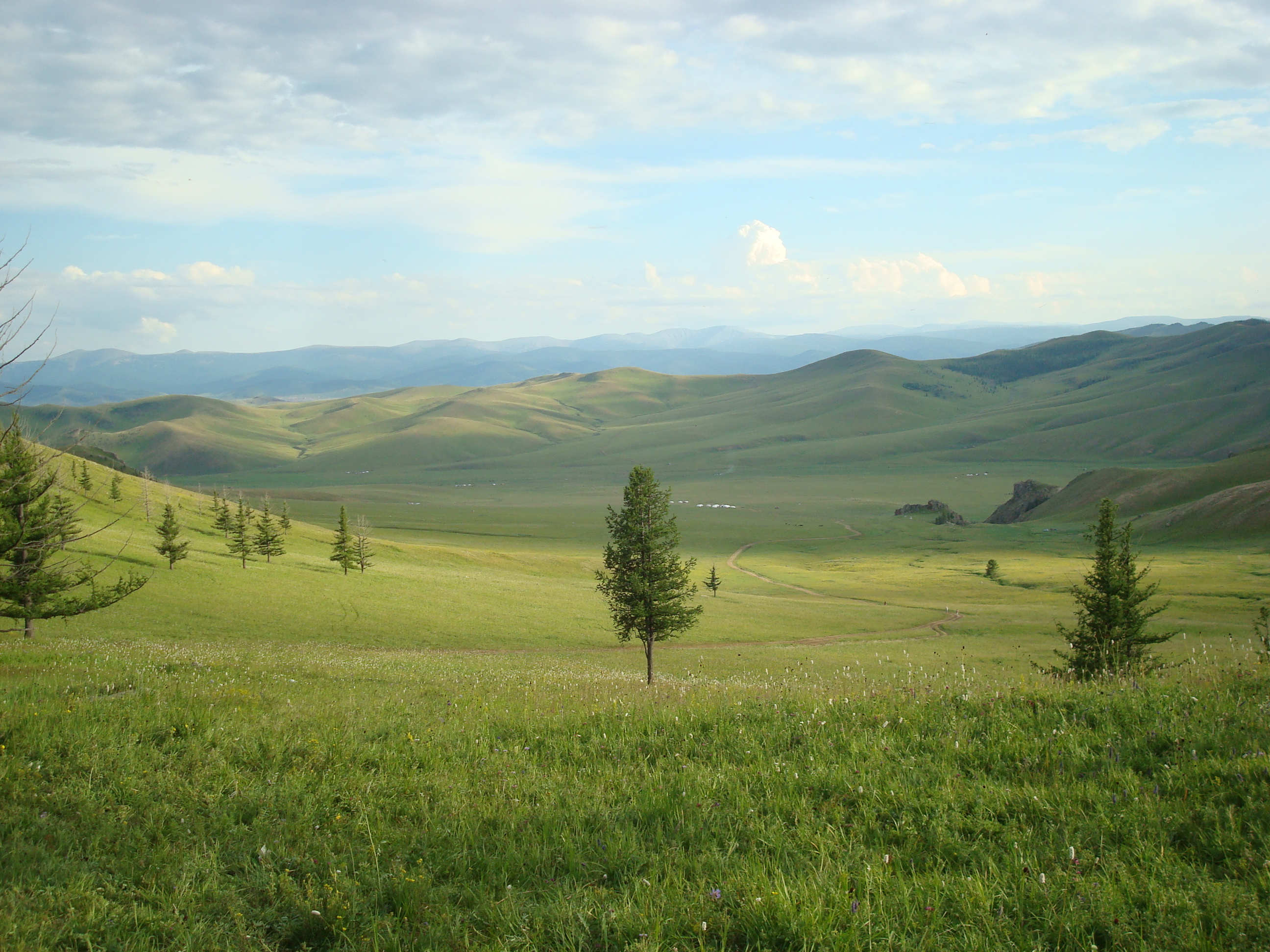
Cảnh quan thảo nguyên Mông Cổ

Du lịch Mông Cổ là hoạt động du lịch ở đất nước Mông Cổ, cũng là ngành quan trọng nhất định trong nền kinh tế Mông Cổ. Với những đặc điểm tự nhiên ưu đãi, nhiều cảnh quan thiên nhiên kỳ vĩ hoang sơ, hệ động vật Mông Cổ, phong cách sống du mục, nền ẩm thực Mông Cổ và văn hóa thảo nguyên tạo nên sức hấp dẫn cho ngành du lịch. Nền kinh tế Mông Cổ đang kỳ vọng vào sự tăng trưởng "không thể ngăn cản" khi các nguồn tài nguyên thiên nhiên của nước này được khai thác, điều này sẽ cho phép có thêm nguồn lực để đầu tư nhiều hơn vào cơ sở hạ tầng của Mông Cổ.

## Tổng quan

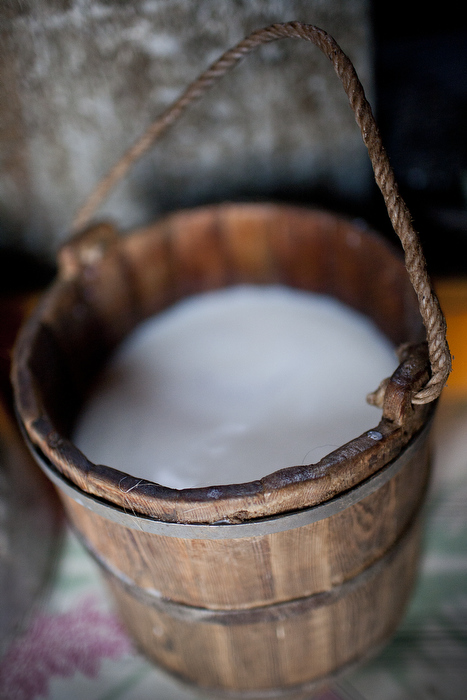
Sữa ngựa Mông Cổ Kumis (Airag hay Ayrag, tiếng Mông Cổ là айраг hay ääryg)

Hoạt động du lịch từng bị Chính phủ Xã hội Chủ nghĩa hạn chế rất nhiều nhưng đã được mở cửa sau khi Cách mạng Dân chủ Mông Cổ năm 1990 ở Mông Cổ diễn ra sau sự sụp đổ của Liên Xô và các cuộc Cách mạng nhung ở Đông Âu năm 1989. Các tổ chức du lịch ở Mông Cổ đã xuất hiện từ nửa thế kỷ trước, nhưng ngành du lịch dựa vào khu vực tư nhân chỉ mới hai mươi tuổi nghề. Giờ đây, Mông Cổ đã có 403 công ty du lịch, với 320 khách sạn, có 647 khu nghỉ dưỡng và trại du lịch, tất cả đều tuyển dụng sinh viên tốt nghiệp từ hơn 56 cơ sở giáo dục. Mông Cổ tham gia tích cực vào Tổ chức Du lịch Thế giới của Liên hợp quốc mà Mông Cổ là một thành viên. Vào ngày 5 tháng 3 năm 2014, trong triển lãm ITB Berlin 2014 tại Đức, các quan chức của Bộ Văn hóa, Thể thao và Du lịch Mông Cổ đã ký thỏa thuận trở thành quốc gia đối tác chính thức của ITB Berlin 2015.
Để thúc đẩy đầu tư nước ngoài vào du lịch, Chính phủ Mông Cổ miễn thuế đặc biệt lên tới 10% tổng vốn đầu tư nếu được cung cấp để xây dựng các khách sạn và khu phức hợp du lịch được xếp hạng cao. Giấy phép kinh doanh du lịch đã bị bãi bỏ và dịch vụ do các công ty lữ hành cung cấp cho du khách nước ngoài hiện được miễn thuế GTGT. Các tiêu chuẩn và quy định phần lớn là không hạn chế, không có các lớp quan liêu phức tạp cấp phép và thực hiện kiểm soát. Một ví dụ sinh động về cải cách thành công khung pháp lý là số lượng du khách tăng dần – con số đạt 450.000 vào năm 2010 – tăng gấp ba lần so với ước tính năm 2000. Bộ Văn hóa, Thể thao và Du lịch Mông Cổ đã được cơ cấu lại thành Bộ Môi trường, Phát triển Xanh và Du lịch vào tháng 12 năm 2014 do thay đổi nội các của chính phủ nước này.

## Tiêu điểm
Với một trong những nơi có mật độ dân số thấp nhất thế giới, sự rộng lớn của đồng cỏ Mông Cổ-Mãn Châu, sa mạc Gobi, cũng như vô số núi, sông và hồ mang đến nhiều cuộc phiêu lưu dã ngoại. Mặc dù du lịch ba lô (du lịch bụi, du lịch phượt) đang trở nên phổ biến hơn, nhưng việc đi lại bên ngoài Ulanbataar hầu hết được các công ty điều hành tour du lịch xắp xếp bố trí. Các hoạt động du lịch có sẵn bao gồm đi bộ xuyên rừng, leo núi, ngắm chim, cưỡi ngựa, đi bè, cưỡi lạc đà, đoàn lữ hành trên lưng bò yak và các chuyến tham quan bằng xe máy trên đất liền. Nhiều chuyến tham quan trong số này tập trung mạnh vào hệ sinh thái và động vật hoang dã, và hầu hết tất cả đều bao gồm Sa mạc Gobi là một trong những điểm đến chính; ngoài vô số loài động vật bản địa, sa mạc còn nổi tiếng với xương và trứng khủng long hóa thạch. Các hồ của Mông Cổ đại diện cho một điểm đến trong những chuyến đi bộ đường dài thú vị khác, cũng như Bốn Đỉnh núi Thánh bao quanh Ulaanbaatar hoặc Công viên Quốc gia Gobi Gurvansaikhan, ở Umnugobi.
Những ấn tượng của du khách là những người trên lưng ngựa lang bạt kỳ hồ trên thảo nguyên bao la. Nhắc đến Mông Cổ là nhắc đến bạt ngàn thảo nguyên xanh mướt, nghĩ đến Mông Cổ là nhớ những người du mục suốt đời trên lưng ngựa cùng bầy gia súc lang thang đuổi theo đồng xanh nước mát, những đàn cừu, dê và ngựa hàng trăm, hàng ngàn con thung dung gặm cỏ, dần về phía Nam là sa mạc Gobi, đất đai khô cằn sỏi đá nên chủ yếu gia súc là lạc đà. Thủ đô Ulaan Bataar nửa hiện đại nửa thiên nhiên, những tòa nhà cũ mới xen nhau, phong cách khá đơn giản và ảnh hưởng đậm phong cách kiến trúc thời kỳ Liên Xô (cũ). Văn hóa cắm trại dã ngoại rất phổ biến. Những món ăn có thể kể đến như bánh Khuushuur làm từ bột mì, nhân là thịt cừu tươi cắt nhỏ trộn chút muối và ít củ hành tây rồi chiên vài phút là chín, mùi thịt cừu gây gây, nhất là khi bánh nguội thì mùi càng nồng. Rau không có nhưng gia súc lại nhiều nên thịt ở Mông Cổ rất rẻ, người ta ăn thịt, uống sữa tươi thay ăn cơm, uống nước với những đặc sản là món boodog và món dê hầm đá nướng Khorkhog, sữa chua Kumis (Airag hay Ayrag, tiếng Mông Cổ là айраг hay ääryg). 

## Hình ảnh

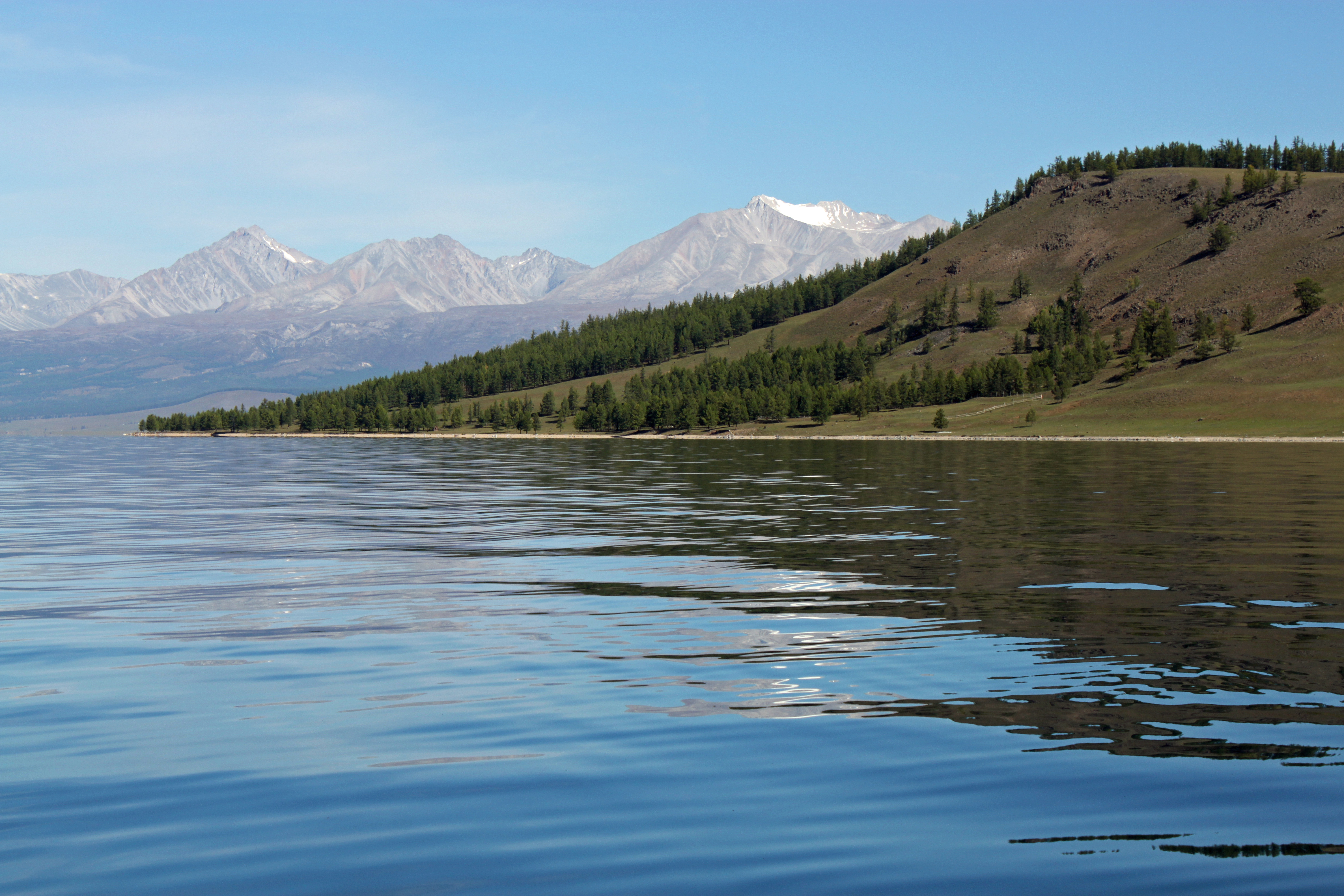
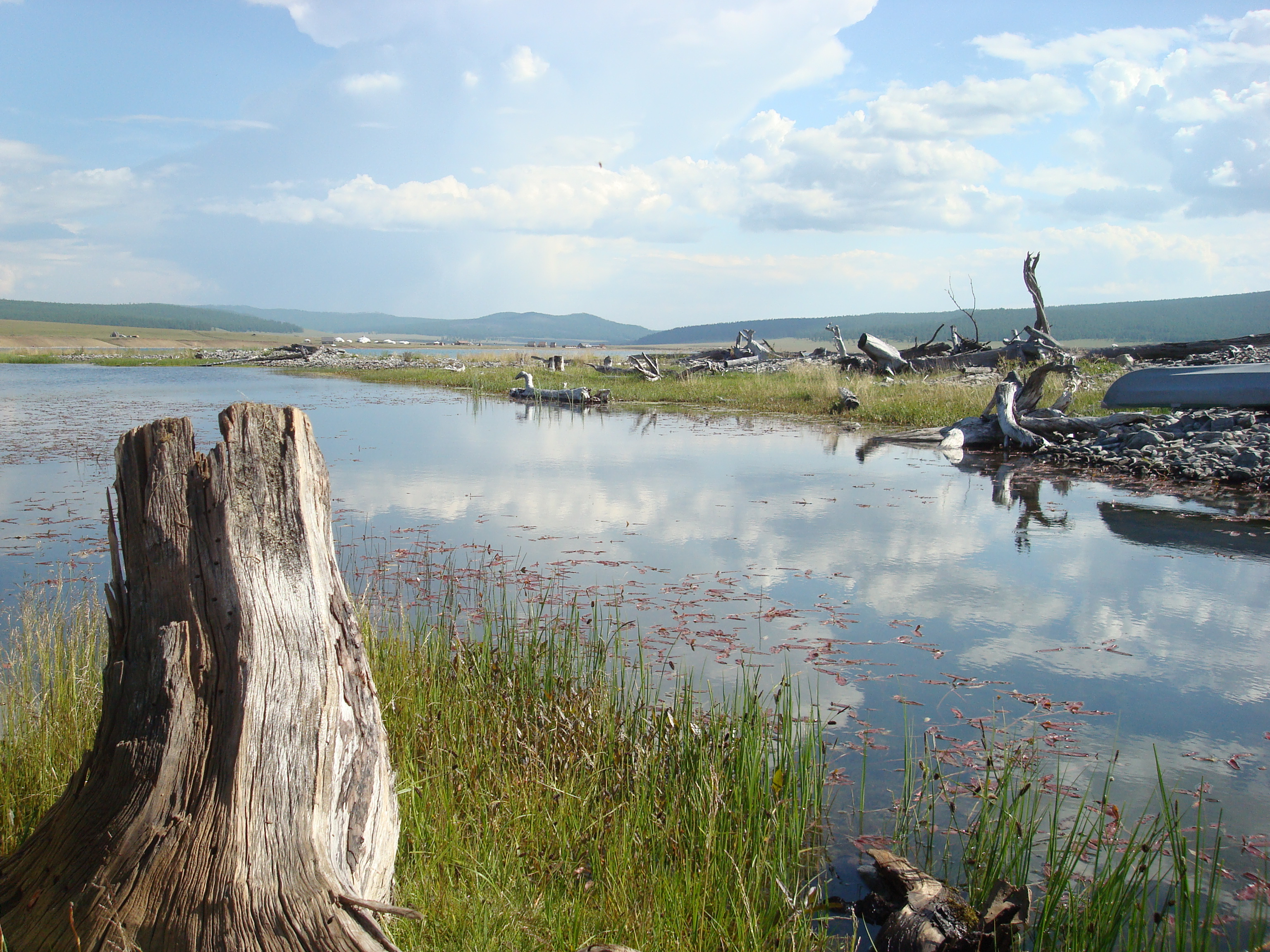
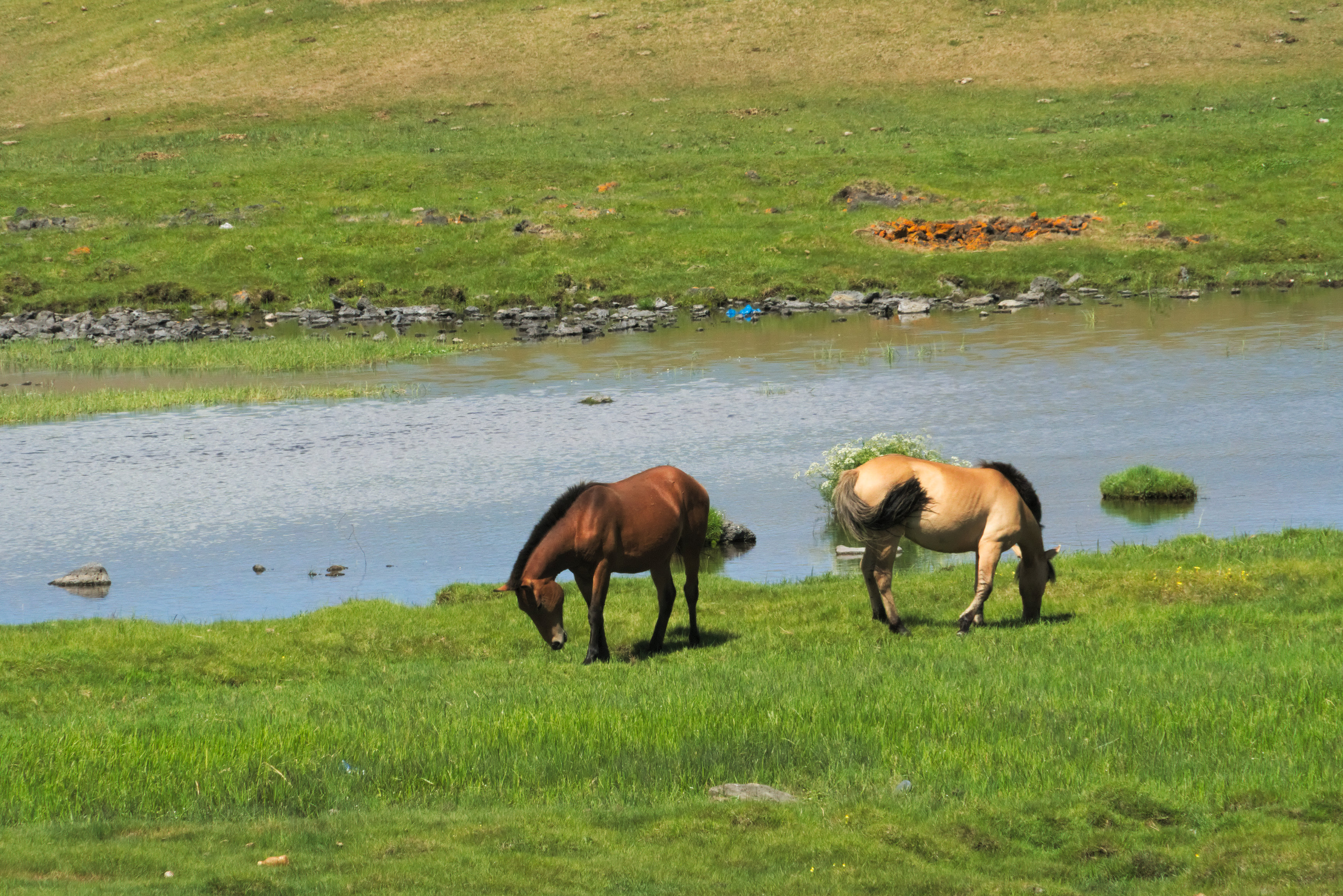
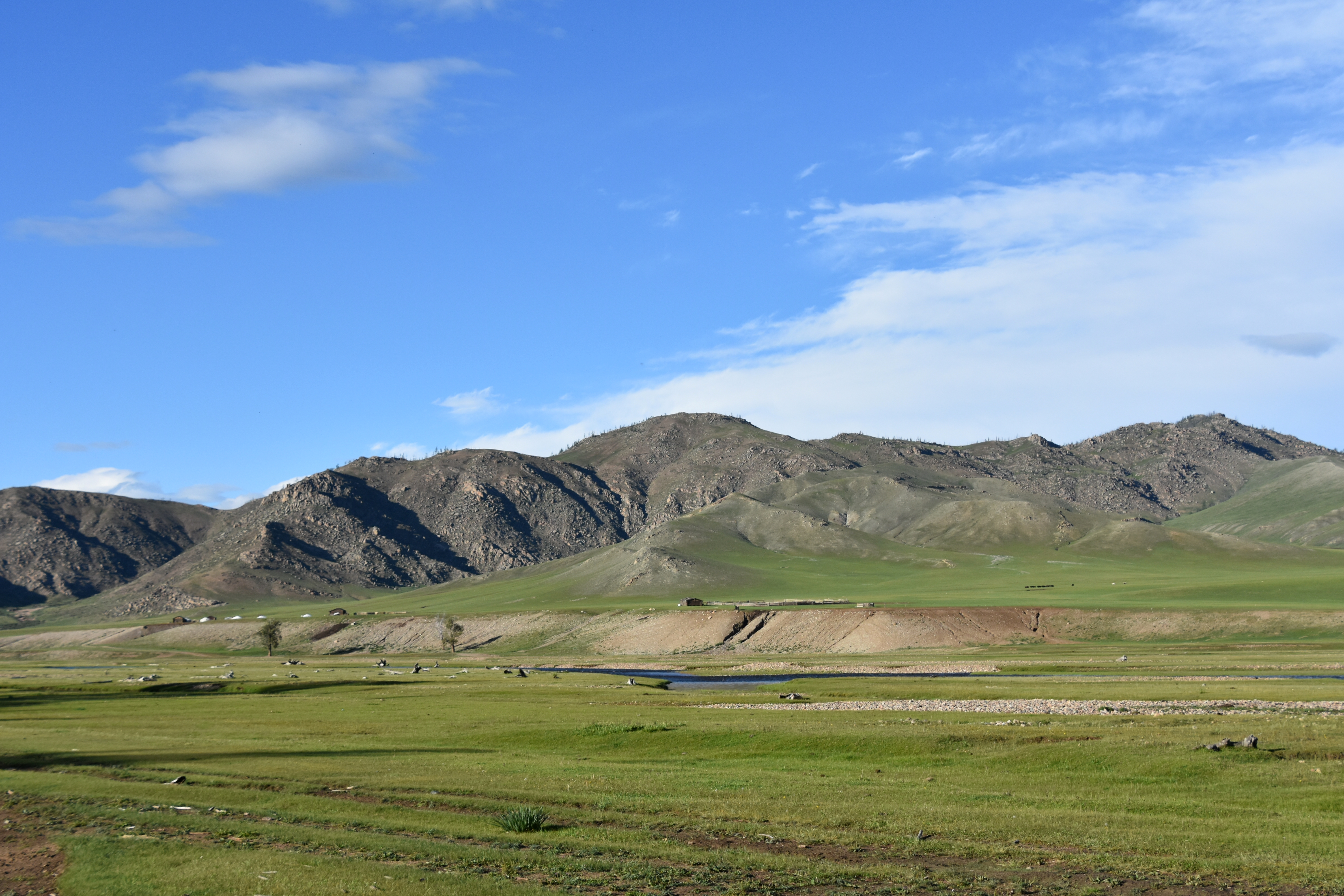
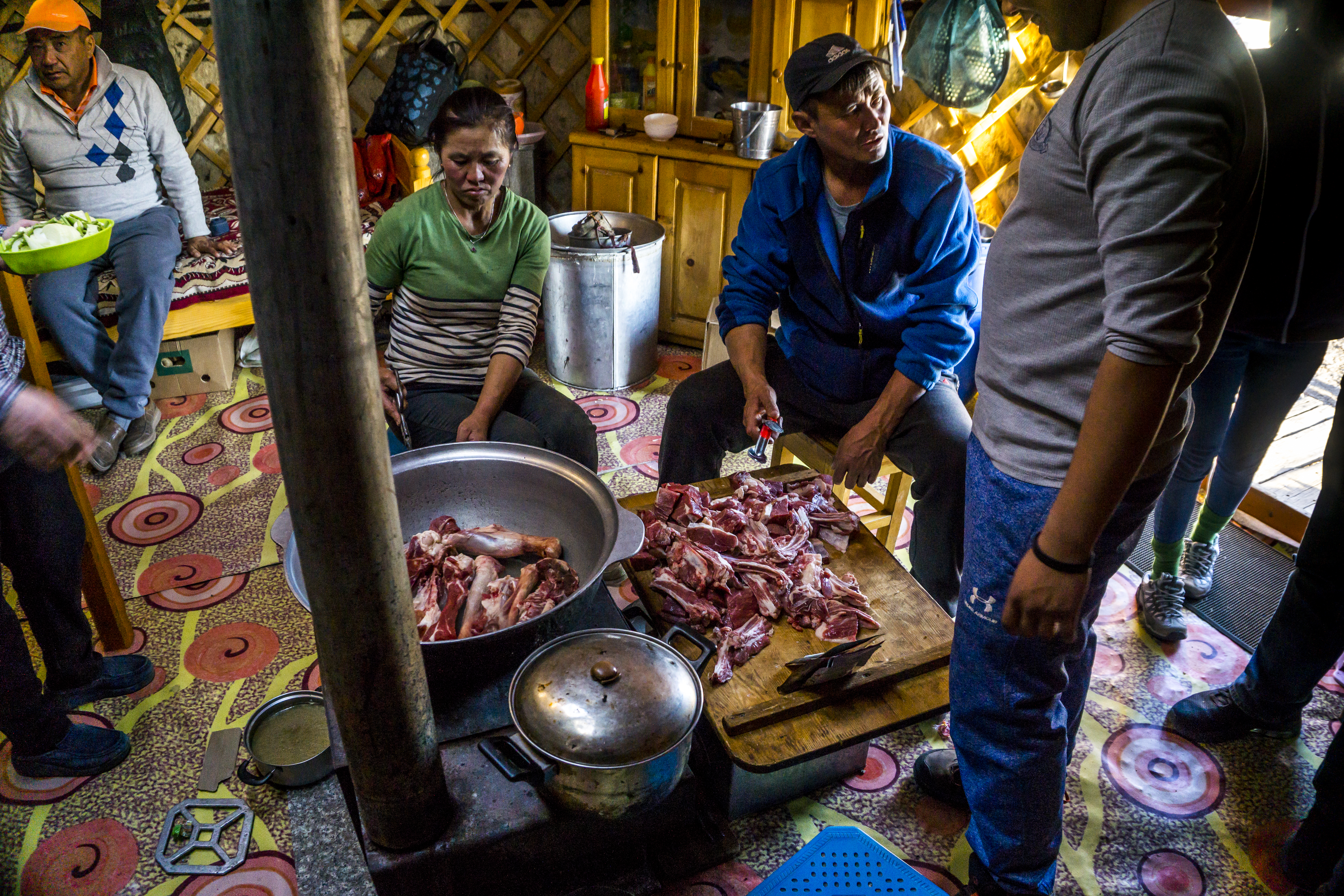
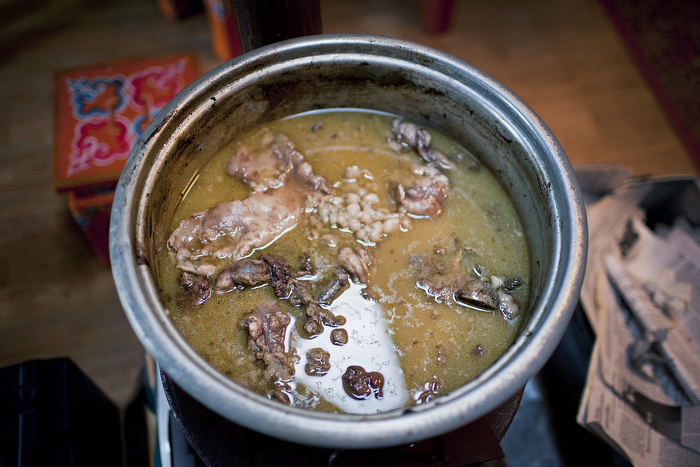
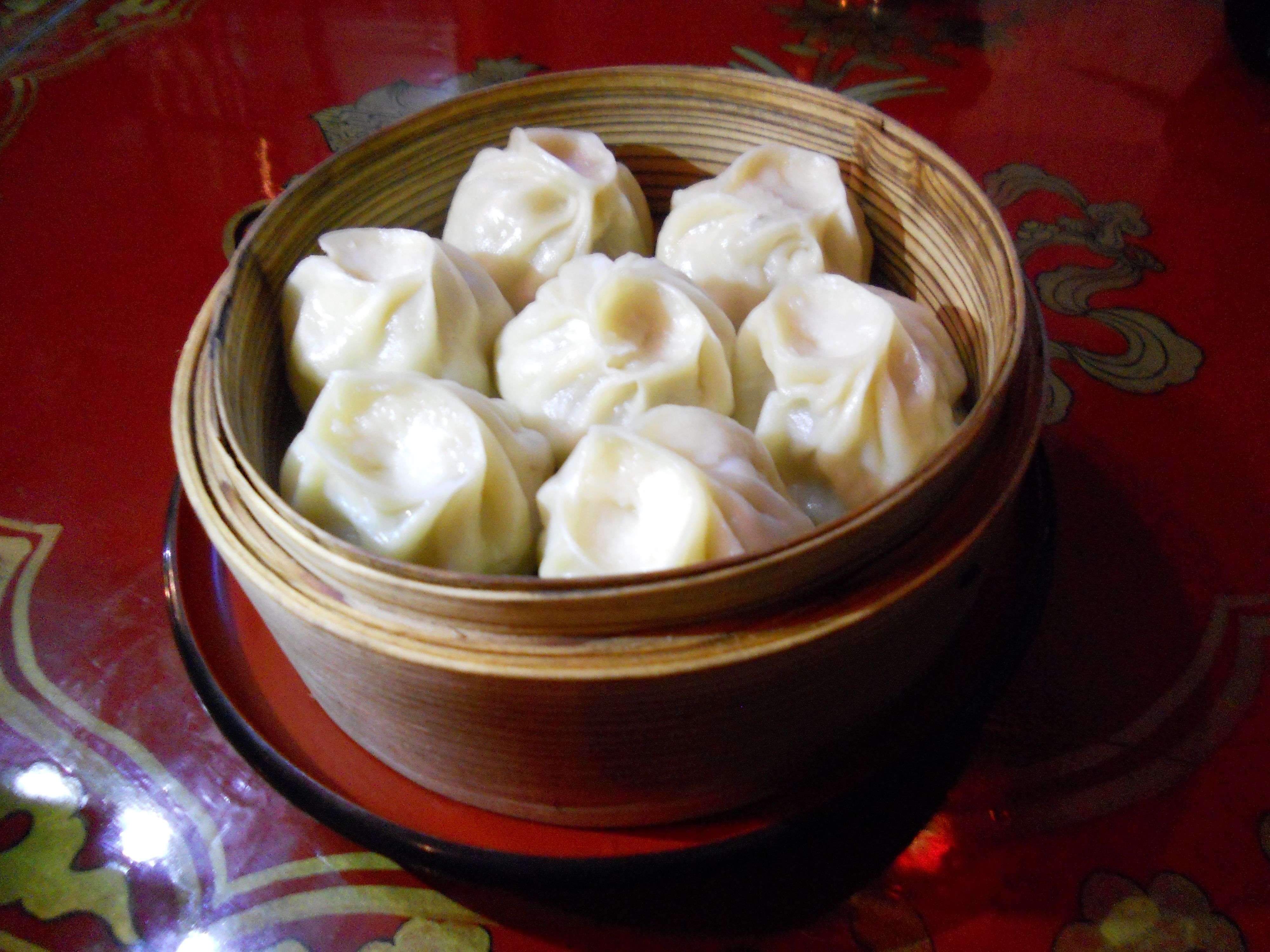
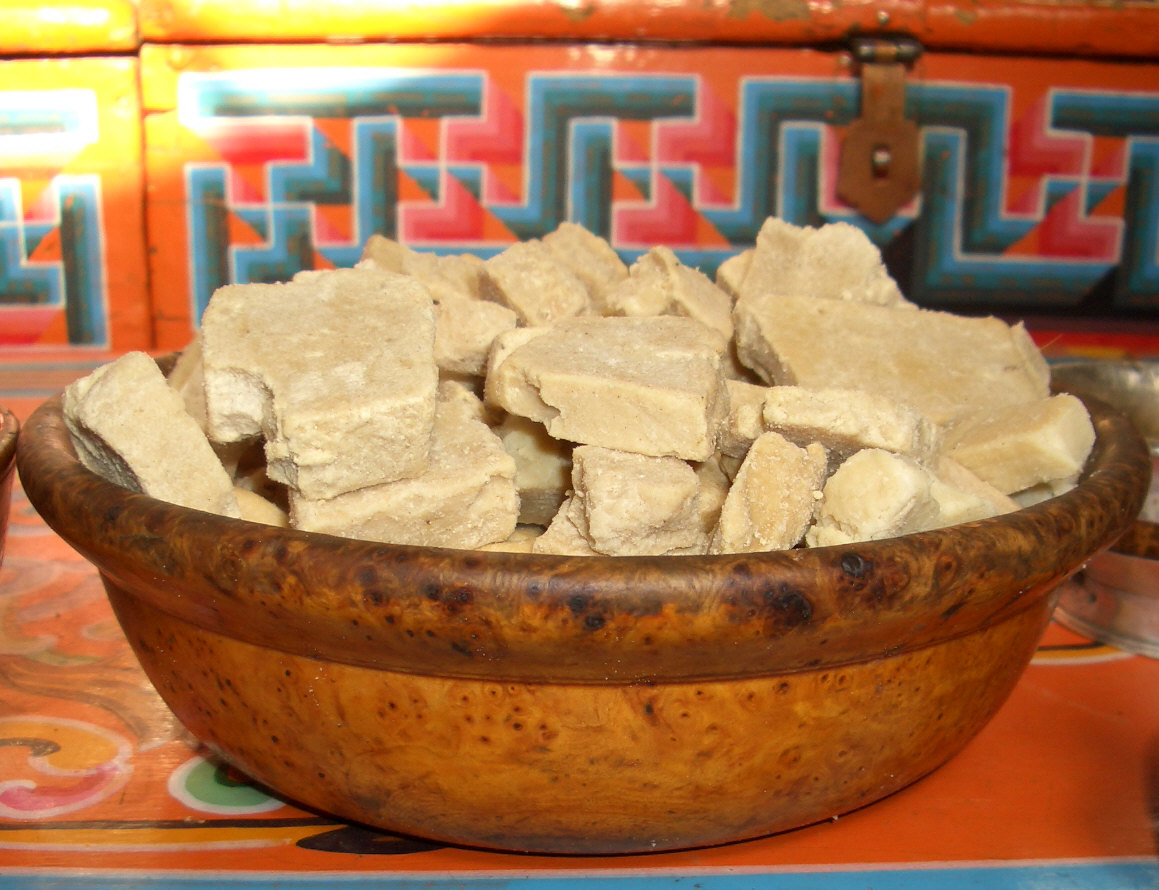
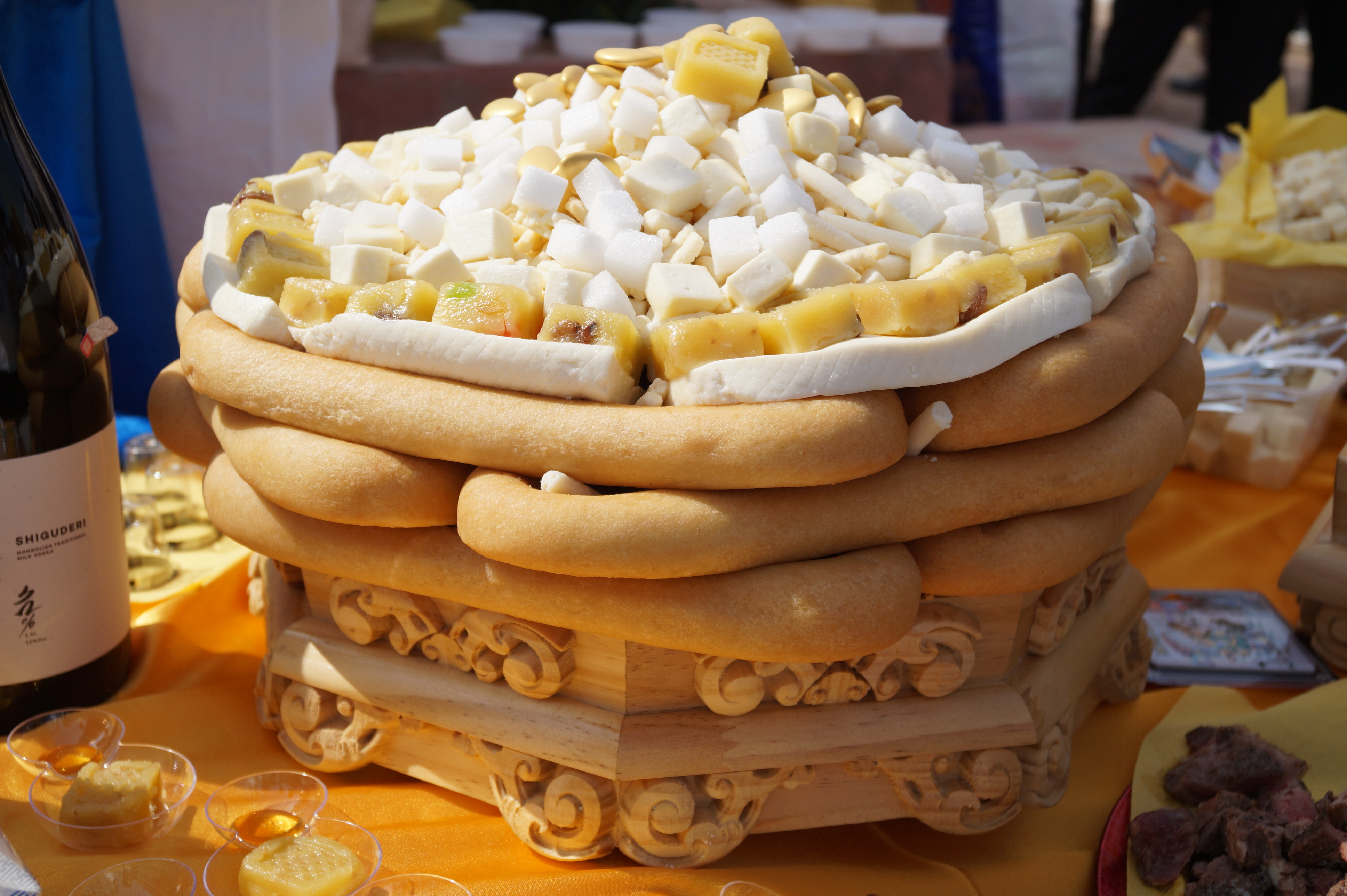
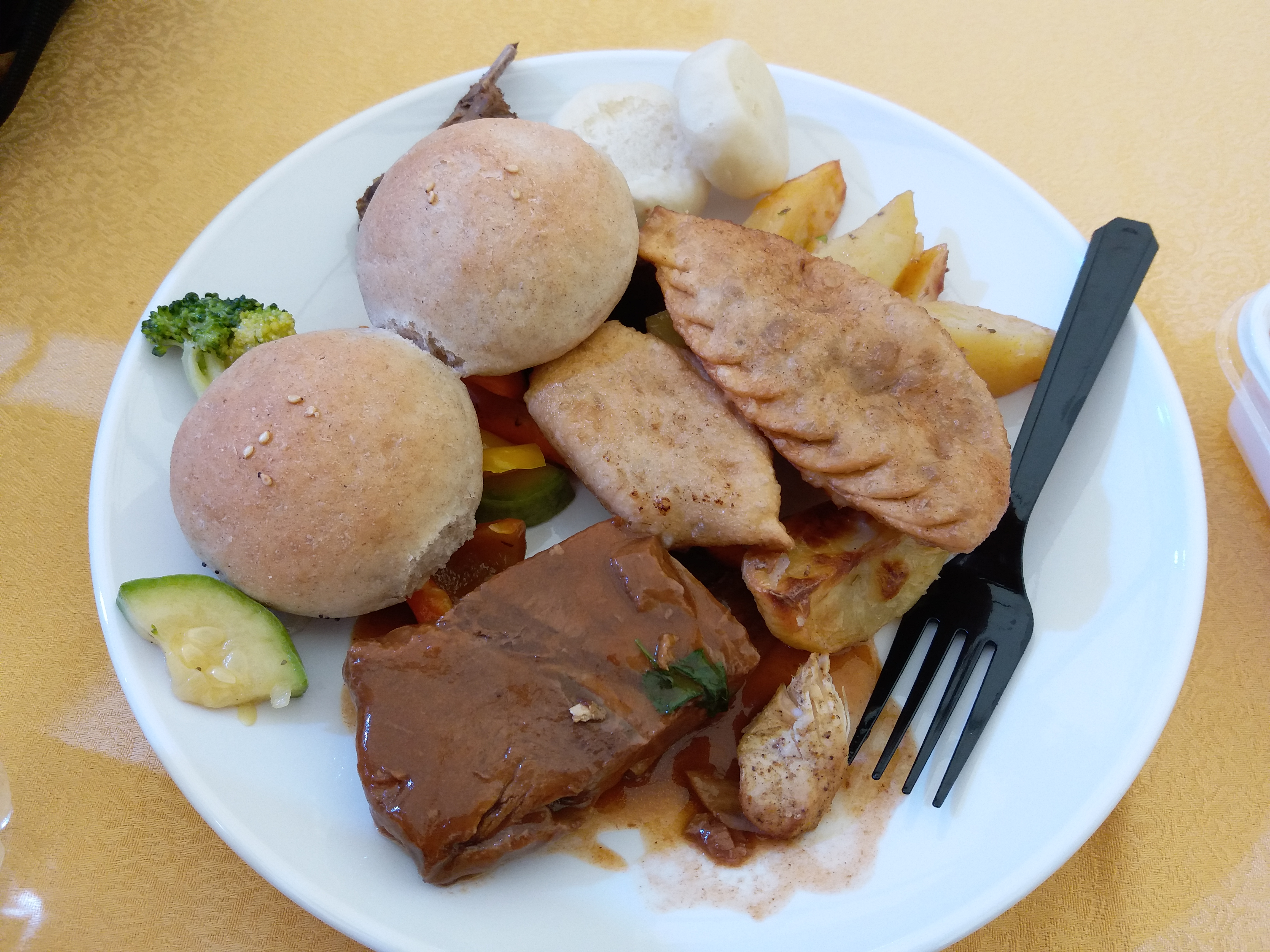
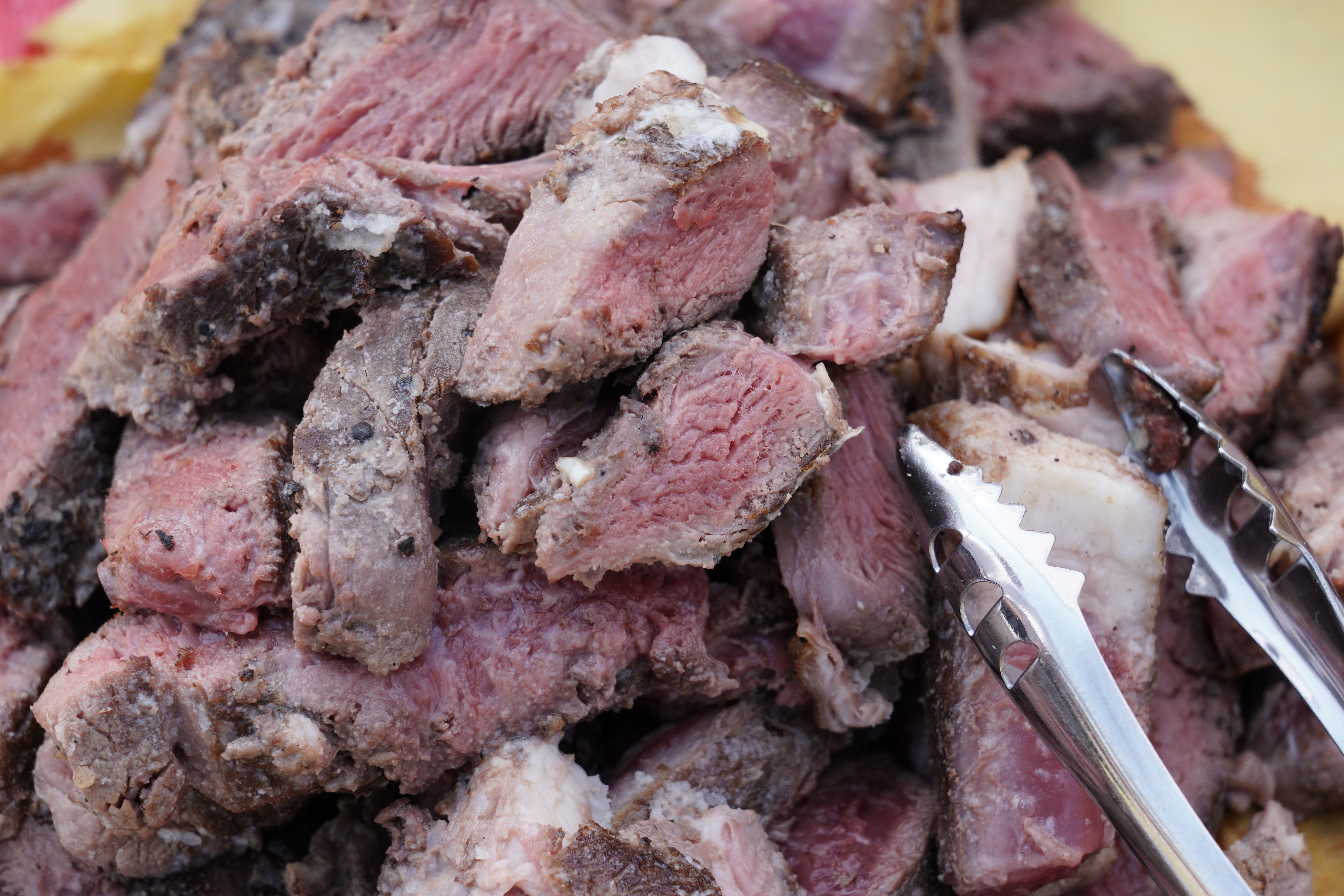